# Mifune (Kumamoto)
Pour les articles homonymes, voir Mifune.
Mifune (御船町, Mifune-machi) est un bourg situé dans le district de Kamimashiki (préfecture de Kumamoto), au Japon.